# Ricardo Nuno Pinto Pinheiro da Silva
Ricardo Nuno Pinto Pinheiro da Silva (sinh ngày 12 tháng 5 năm 1980) là một cầu thủ bóng đá người Bồ Đào Nha thi đấu cho Sanjoanense.

## Sự nghiệp câu lạc bộ
Anh ra mắt chuyên nghiệp tại Giải bóng đá hạng nhất quốc gia Bồ Đào Nha cho Desportivo das Aves vào ngày 30 tháng 4 năm 2005 trong trận đấu trước Leixões.